# Lawrence County, Kentucky
Lawrence County är ett county i den amerikanska delstaten Kentucky.  Invånarantalet låg år 2010 på 15 860. Den administrativa huvudorten (county seat) är Louisa. 

## Geografi
Enligt United States Census Bureau så har countyt en total area på 1 085 km². 1 081 km² av den arean är land och 4 km² är vatten. 

### Angränsande countyn
- Carter County - nordväst
- Boyd County - norr
- Wayne County, West Virginia - öst
- Martin County - sydost
- Johnson County - söder
- Morgan County - sydväst
- Elliott County - väst